# 久津實業
久津實業股份有限公司，簡稱久津實業，是一家臺灣的食品行銷公司，其知名商品為波蜜果菜汁。

## 歷史沿革
- 1972年，久津實業成立[1]
- 1973年，花壇工廠建廠完成，第一套自動果汁罐頭生產設備啟用
- 1974年，開拓果汁罐頭外銷中東及東南亞市場
- 1975年，波蜜果菜汁正式生產上市
- 1976年，福興工廠完成開工，生產各種果汁
- 1979年，開始電腦化作業
- 1982年，利樂包工廠興建完成
- 1983年，彰化廠辦公大樓落成使用
- 1987年，自動販賣機銷售業務正式展開
- 1990年，台中工業區廠房正式落成使用
- 1991年，公司以臺灣證券交易所第一類股票正式掛牌上市
- 1993年，上海波蜜食品開始營運
- 1994年，久暢公司－飛梭物流成立商務流分工發展
- 1997年，製造代理銷售美國第一品牌果汁優鮮沛（Ocean Spray）系列產品
- 2000年，彰化工廠全自動倉儲系統正式完成啟用
- 2003年6月18日，久津實業因違約交割案於臺灣證券交易所下市[2]
- 2007年，推出波蜜一日蔬果100%蔬果汁
- 2009年
  - 推出能量蔬果、Juice Bar紅石榴系列、洛克系列、果粒王系列、來TEA館系列產品
  - 與統一超商合作生產光合蔬果昔系列產品
  - 格菱公司大甲廠與摩斯漢堡合作生產鮮榨飲品
- 2010年
  - 推出史上最低76大卡-低卡果菜汁、草本沛方系列產品
  - 大甲廠與摩斯漢堡合作生產蒟蒻凍飲品
- 2012年
  - 推出雪塩果汁、果醋系列
  - 格菱大甲廠與久津合併，藉由雙方技術整合及產能擴增，提升設備運作效益並發揮生產規模經濟綜效

## 產品
- 波蜜飲料系列產品[3]
- 代理品牌 
  - 泰山冰鎮系列產品(不含冰鎮紅茶)
  - 愛之味產品
  - 立頓系列產品
  - 德記洋行開喜凍頂烏龍茶
  - 紅牌系列產品
  - 津津系列產品
  - 半天水鮮剖100%純椰子汁
- 代工品牌 OEM
  - 泰山冰鎮紅茶
  - 維他露產品
  - 優鮮沛公司產品
  - 可爾必思產品
  - 7-11專賣系列產品
  - 旺旺形動系列產品
  - 寶貝國際產品
  - 可娜國際產品
  - 豪津公司產品
  - 信男國際
  - 采益系列-吉樂兒
  - 宜果系列-活力平衡飲品
  - 可美特系列產品
  - 葡萄王系列產品
  - 三多補體康
  - 百家珍Vinegar蘋果健康醋
  - 鬍鬚張御品烏梅汁

## 相關公司
- 格菱股份有限公司
- 上海波蜜食品有限公司

## 外部連結
- （繁體中文） 久津實業 （页面存档备份，存于）
- 波蜜家族的Facebook專頁
- YouTube上的波蜜頻道